# Leo Nomellini
Leo Joseph Nomellini (Lucca, 9 giugno 1924 – Stanford, 17 ottobre 2000) è stato un giocatore di football americano e wrestler italiano, introdotto nella Pro Football Hall of Fame nel 1969.

## Carriera
Dopo essere stato premiato due volte come All-American all'Università del Minnesota, Nomellini fu la prima scelta di sempre dei San Francisco 49ers nel Draft NFL 1950. Disputò ogni partita dei 49ers per 14 stagioni, terminando con 174 gare nella stagione regolare e 266 gare da professionista. Nel corso della sua carriera giocò sia come defensive tackle che come offensive tackle, venendo inserito nella formazione ideale della stagione All-Pro in entrambi i ruoli, sei volte in attacco e quattro in difesa. Nomellini fu inserito nella formazione ideale della storia della NFL come defensive tackle.
Durante la sua carriera si dedicò anche al wrestling militando nella American Wrestling Association e nella National Wrestling Alliance vincendo in totale otto titoli di coppia, due dei quali con Verne Gagne. Era soprannominato Leo "The Lion" Nomellini.
Nel 1969 venne introdotto nella Pro Football Hall of Fame.

## Palmarès
- (10) Pro Bowl (1950, 1951, 1952, 1953, 1956, 1957, 1958, 1959, 1960, 1961)
- (9) All-Pro (1951, 1952, 1953, 1954, 1957, 1959, 1960, 1961, 1962)
- Numero 73 ritirato dai San Francisco 49ers
- Formazione ideale della NFL degli anni 1950
- Pro Football Hall of Fame (classe del 1969)
- College Football Hall of Fame

## Statistiche
| Partite totali    | 174 |
| Intercetti        | 13  |
| Fumble recuperati | 13  |